# فلوريد التنغستن السداسي
فلوريد التنغستن السداسي (أو سداسي فلوريد التنغستن) هو مركب كيميائي من التنغستن والفلور، له الصيغة الكيميائية WF6، ويكون على شكل غاز عديم اللون عند درجة حرارة الغرفة.

## التحضير
يحضر فلوريد التنغستن السداسي من التفاعل المباشر بين التنغستن والفلور عند درجات حرارة تتراوح بين 350 - 400 °س:
{\displaystyle \mathrm {W+3\ F_{2}\longrightarrow WF_{6}} }
في خطوة لاحقة يتم تكثيف الناتج الغازي، كما يتم التخلص من الشوائب، وخاصة من WOF4، عن طريق التقطير.
كما يمكن أن تتم عملية التحضير انطلاقاً من سداسي كلوريد التنغستن بالتفاعل مع فلوريد الهيدروجين أو ثلاثي فلوريد الزرنيخ أو خماسي فلوريد الأنتيموان:
{\displaystyle \mathrm {WCl_{6}+6\ HF\longrightarrow WF_{6}+6\ HCl} }
{\displaystyle \mathrm {WCl_{6}+2\ AsF_{3}\longrightarrow WF_{6}+2\ AsCl_{3}} }
{\displaystyle \mathrm {WCl_{6}+3\ SbF_{5}\longrightarrow WF_{6}+3\ SbF_{3}Cl_{2}} }

## الخواص
يكون فلوريد التنغستن السداسي على شكل غاز عديم اللون عند درجات حرارة أعلى من 17 °س؛ بالمقابل فعند درجات حرارة بين 17 و 2.3 °س، يكون فلوريد التنغستن السداسي على شكل سائل له لون أصفر شاحب، وكثافة مقدارها 3.44 غ/سم3 عند 15 °س. أما عند درجات حرارة أدنى من 2.3 °س فيكون المركب على شكل صلب أبيض اللون وفق نظام بلوري مكعب، أما أدنى من -9 °س فتكون البنية البلورية وفق نظام بلوري معيني قائم.
يتفاعل فلوريد التنغستن السداسي مع الماء بتفاعل حلمهة إلى ثلاثي أكسيد التنغستن WO3:
{\displaystyle \mathrm {WF_{6}+4\ H_{2}O\longrightarrow H_{2}WO_{4}+6\ HF} }

## الاستخدامات
يستخدم فلوريد التنغستن السداسي بشكل أساسي في صناعة أشباه الموصلات.